# جمجمة وعظمتان متقاطعتان (رمز)
| ☠                     |
| مِحْرَف يونيكود (U+2620) |

رمز السمية الأوربي القياسي حسب توجيهات الاتحاد الأوربي للمواد الخطرة

الجمجمة والعظمان المُتصالبان أو العظمتان المتقاطعتان هو رمز يتألف من جمجمة بشرية وإثنان منالعظام الطويلة متقاطعتان معاً تحت الجمجمة. نشأ هذا التصميم في أواخر العصور الوسطى كرمز للموت ولاسيما كتذكرة موت على شواهد القبور.
وفي السياقات الحديثة. فإنه يستخدم عادةً كرمز للخطر من أجل التحذير من المواد الخطرة. وعادة ما يتعلق بالمواد السامة، مثل المواد الكيميائية القاتلة.
يستخدمالترميز الموحد U+2620☠SKULL AND CROSSBONES للرمز.

## تاريخ الرمز

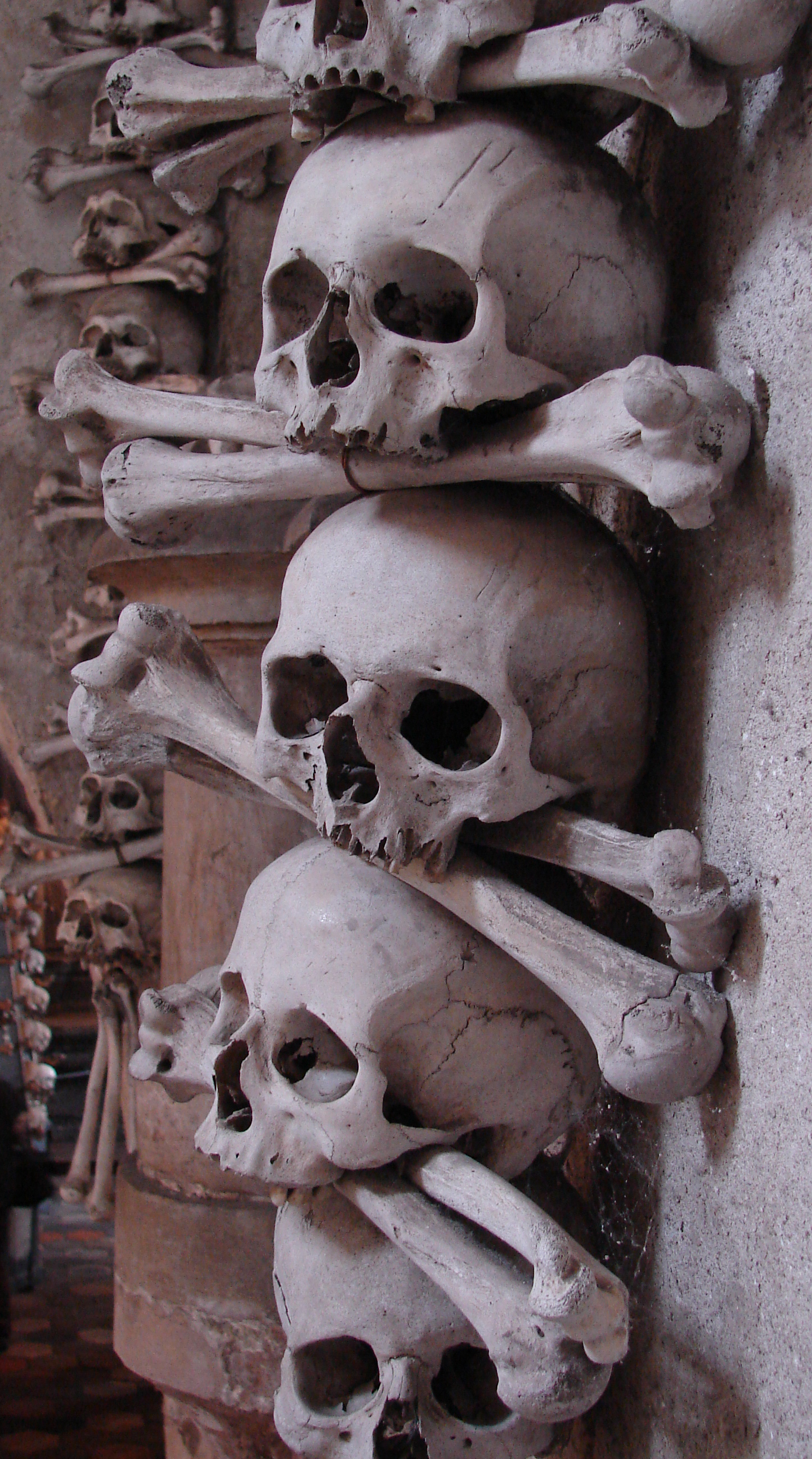

نشأ الرمز مع رمزية رقصة الموت في العصور الوسطى. بحلول القرن الخامس عشر، تطور الرمز إلى شكله المألوف. من القرن الخامس عشر على الأقل تم إستخدامه في الأعلام أو الشعارات العسكرية، وعادة ما يعبر عن التهور أو شراسة وحدة عرضه، وأصبحت بالإضافة إلى ذلك ترتبط بالقرصنة في القرن الثامن عشر. وقد تم استخدام هذا الرمز خصيصا لوضع علامة على مداخل المقابر الإسبانية، كما إنه قد استخدم في تحديد السموم وغيرها من السوائل والمساحيق الخطيرة منذ القرن التاسع عشر.

## الاستخدام العسكري
غالباً ما يستخدم رمز الجمجمة والعظام في الشارات العسكرية، كالمعاطف العسكرية وشعارات النبالة في بعض الأفواج العسكرية. منذ منتصف القرن الثامن عشر، تم استخدام رموز الجمجمة رسميًا في الجيوش الأوروبية. أحد أول الفرق كانت في عام 1741 حيث كانت تسمى Husaren Friderizian، المعروفة أيضًا باسم "Totenkopfhusaren". من هذه التقليد، أصبحت الجمجمة رمزًا هامًا في الجيش الألماني. استُخدمت في جيش بروسيا، بعد الحرب العالمية الأولى من قبل فرايكوربس، وفي ألمانيا النازية من قبل فيرماخت وقوات الأمن الخاصة النازية.

## استخدامه رمزا للسم
في عام 1829، طلبت ولاية نيويورك وضع علامات على جميع حاويات المواد السامة. ويبدو أن رمز الجمجمة والعظمتين قد استخدم لهذا الغرض منذ خمسينيات القرن التاسع عشر. في السابق تم استخدام مجموعة متنوعة من الأشكال والرسومات، بما في ذلك الرمز الدنماركي "+ + +" وكذلك رسوماتالهياكل العظمية.
في عقد 1870 بدأت الشركات المصنعة للمواد السامة في جميع أنحاء العالم باستخدام زجاجات الكوبالت الزاهية مع مجموعة متنوعة من النتوءات والتصاميم (لتمكين التعرف السهل عليها في الظلام) للإشارة إلى السم. ولكن بحلول عقد 1880 أصبح رمز الجمجمة والعظمتان المتقاطعتان واسع الانتشار، وفقدت الزجاجات الزاهية الملونة ارتباطها بالسمية.
كما إن رمز الجمجمة والعظمتان المتقاطعتان دخل أيضاُ الثقافة الشعبية في سياق القراصنة، ومنذ أن أصبح قراصنة الرسوم المتحركة شخصية شعبية لدى الأطفال، كانت هناك مخاوف من أن رمز «السم» قد يكون لها تأثير جذب فضول للأطفال الصغار لانه مألوف من «القراصنة» حيث يتصوره الطفل على إنه لعبة أو شي من هذا القبيل. لهذا السبب، في الولايات المتحدة كان هناك اقتراح لاستبدال الجمجمة والعظمتين برمز «السيد يوك». ولكن رمز السيد يوك هيعلامة تجارية مسجلة وعلامة خدمة لمالكها. وهذا يعني أنه لا يمكن استخدام الاسم والصورة الرسومية لرمز السيد يوك بدون ترخيص من المالك - على عكس رمز الجمجمة والعظمتين المتقاطعتين، وهو في النطاق العام.

## معرض الصور

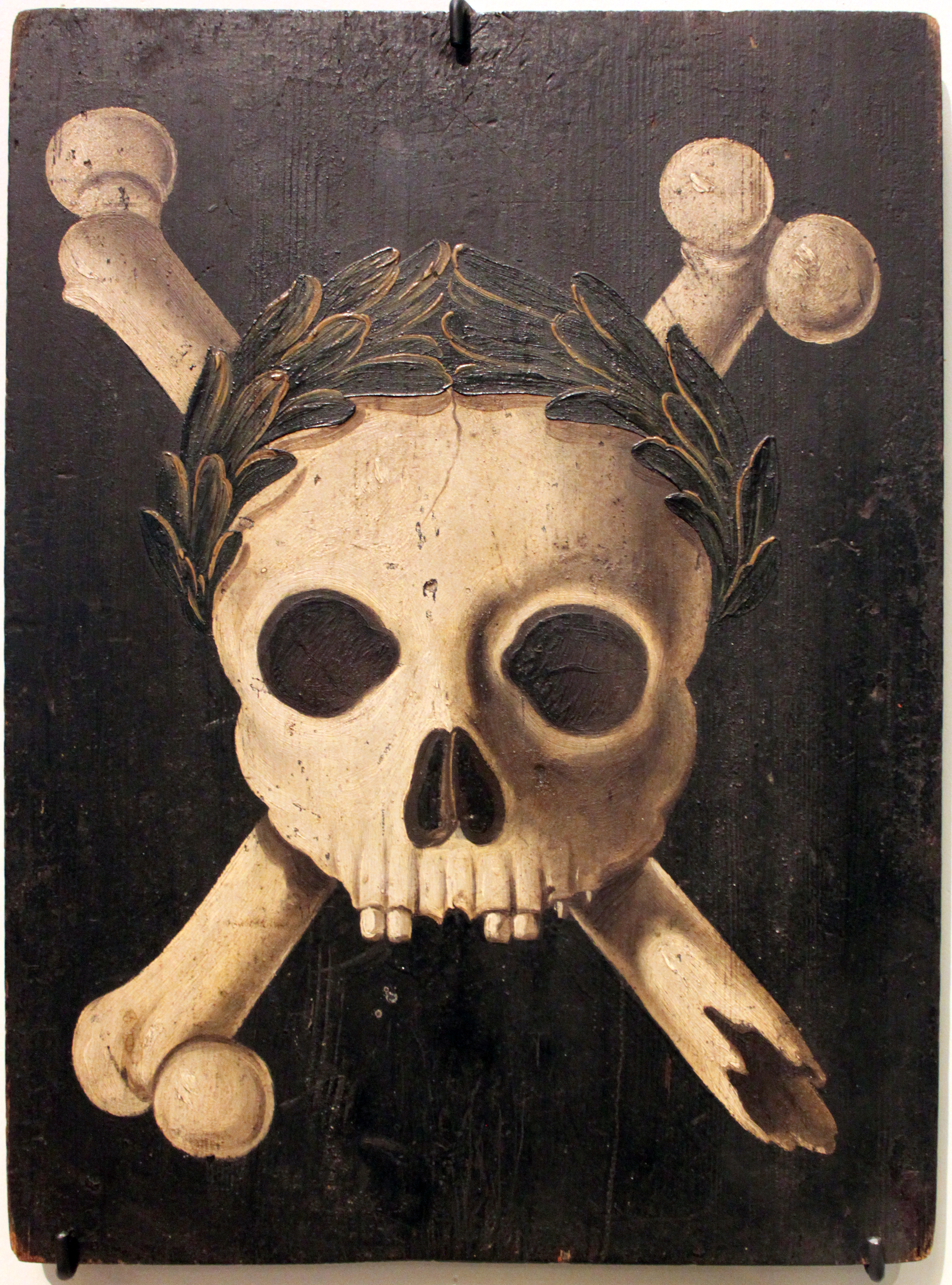